# Verutum
Verutum (en plural, veruta) és el terme llatí que utilitzaven a l'antiga Roma per fer referència a una javelina curta utilitzada per l'exèrcit romà. El verutum era utilitzat pels vèlits per a labors de fustigació, en lloc del pílum més pesat que usaven els hastats i els principes per fer mal a l'enemic abans d'enfrontar-se en combat cos a cos.
Aquesta arma va ser adoptada dels samnites i dels volscs. La longitud del verutum era d'uns 1,1 metres de llarg, molt més curt que els 2 metres del pilum. La seva punta mesurava al voltant de 13 centímetres de llarg, i podia ser completament de ferro o simplement estar revestida de metall.
Durant els segles iii i ii aC, la infanteria lleugera romana coneguda com a vèlit solia implicar set veruta per persona al combat. Van resultar ser armes bastant efectives, fins i tot contra els elefants de guerra, com va quedar demostrat a la batalla de Zama. A la fi del segle II aC el verutum va deixar d'utilitzar-se alhora que van desaparèixer els vèlits com a unitat militar, si bé la javelina va tornar a introduir-se en l'arsenal militar romà en les últimes etapes de l'Imperi.